# Sojoez 13
Sojoez 13 (ook: 06982) was een Russische bemande ruimtevlucht, uitgevoerd rond Kerstmis 1973. Doel van deze missie was het uittesten van apparatuur voor Saljoet ruimtestations. In tegenstelling tot het destijds normale type Sojoez beschikte deze over zonnepanelen. Deze uitvoering kon daarom aanzienlijk langer zelfstandig in een baan om de Aarde opereren.
Twee eerdere Russische lanceringen mislukten. Zowel Kosmos 557 als Saljoet 2 gingen verloren. Lancering van Saljoet 3 duurde nog een half jaar, maar de Sovjets wilden hun experimenten tussentijds voortzetten. Op de koppelingskraag van Sojoez 13 was daarom de Orion 2 bevestigd; het gedeelte van de Sojoez dat normaliter gebruikt werd voor rust en ontspanning herbergde nu een klein laboratorium.

## Bemanning
De tweekoppige bemanning bestond uit twee kosmonauten, die hun eerste vlucht maakten. Gezagvoerder Pjotr Klimoek liet zich vergezellen door boordwerktuigkundige Valentin Lebedev. Ze waren echter tweede keus. De vluchtleiding haalde de oorspronkelijke bemanning van de rol. De onverenigbare karakters van Valeri Jazdovski en Lev Vorobijov botsten dusdanig, dat men hen nimmer meer een missie toevertrouwde. Sojoez 13 woog 6570 kg.

## Vluchtverloop
Sojoez 13 ging een week voor kerst omhoog; op 18 december 1973 steeg hij op met een Sojoez draagraket vanaf Tjoeratam op Bajkonoer. Sojoez 13 kwam in een baan met een apogeum van 272 km, het perigeum lag op 225 km. Eenmaal in de 89,2 minuten draaide de capsule rond de Aarde. De excentriciteit bedroeg 0,00354 bij een inclinatie van 51,6°.
In navolging van Amerikaanse bemanningen gaven de kosmonauten tijdens hun 99e omwenteling een persconferentie.
Klimoek en Lebedev keerden naar de Aarde terug op Tweede Kerstdag 1973. De landing leverde enige benauwde momenten op, want ze kwamen in een sneeuwstorm neer. De kosmonauten keken terug op een geslaagde missie, die 7 dagen, 20 uur en 55 minuten in beslag nam. Sojoez 13 cirkelde 127 maal rond de Aarde. Zowel Klimoek als Lebedev gingen hierna nogmaals omhoog.

## Experimenten
Sojoez 13 deed onderzoek op medisch gebied, fotografeerde diverse gebieden op Aarde en legde het ultraviolette spectrum van sterren vast. Het schip was uitgerust met camera's, de Orion 2-telescoop en de Oasis 2, een biologisch experiment in gesloten circuit. Tevens onderzocht men de komeet Kohoutek.

### Medische en biologische proeven
Sovjetartsen toonden grote belangstelling voor de bloedsomloop in de hersenen in gewichtloze toestand. Zonder zwaartekracht vertoont bloed de neiging naar de bovenkant van het lichaam te stromen. Tijdens de Levka proef rekten de kosmonauten een expander uit met een kracht van 15 kilo en een frequentie van 30 maal per minuut. Hierop reageert het hart door meer bloed rond te pompen. Op het lichaam bevestigde elektroden maten de reactie in de cerebrale bloedvaten (bloedvaten in de hersenen) en zonden hun metingen door.
Oasis 2 bestond uit twee verbonden cilinders met een experiment om regeneratie te bestuderen. Het was een voortzetting van een proef in Saljoet 1. In de ene cilinder bevonden zich bacteriën die waterstof gebruikten voor hun groei. De door hen geproduceerde zuurstof werd naar de tweede cilinder geleid, die bacteriën bevatte die ureum afbraken. Deze absorbeerden de zuurstof en maakten diwaterstofcarbonaat aan, dat weer naar de eerste cilinder ging. De afvalproducten van de ene soort benutte de ander als voedingsstof. De biomassa van de bacteriën nam tijdens deze vlucht toe met een factor 35. Dit was een proef voor zeer lange missies, om na te gaan in hoeverre men zelf voedsel, water en lucht tijdens de vlucht kan produceren. Mogelijkerwijs kan men volstaan met kleinere voorraden aan boord.
De vaatplanten chlorella en eendenkroos waren eveneens interessant. Chlorella absorbeert koolstofdioxide en geeft zuurstof af. Russische wetenschappers gingen na, hoe deze soort in de ruimte groeit. Mogelijk bood dit een oplossing om aan boord zelf zuurstof te produceren tijdens de vlucht. Eendenkroos gaat tijdens de winter in winterslaap en vormt turions. In de lente delen deze zich en een nieuwe levenscyclus begint. De bemanning plaatste turions in een container en voegde hier kinetine aan toe. Vervolgens voegde ze een voedingsstof toe om na te gaan hoe het kroos dit assimileerde.

### Waarnemingen
Met een spectrograaf wierp men een blik op de dampkring en fotografeerde de horizon tijdens dag en schemering. Dit leidde tot een beter begrip van weersystemen en leverde informatie betreffende luchtvervuiling op. Daarnaast mat dit instrument de gereflecteerde zonnestraling door natuurlijke landschapsformaties.
De Orion 2 telescoop bevond zich aan de buitenkant en had een lens van kwartsglas. Een afdekkap bood bescherming aan het geheel, om te grote temperatuurverschillen te voorkomen. Die traden op als Sojoez 13 binnen of buiten bereik van zonnestralen vloog. Een kijkglas in de kap opende zich tijdens waarnemingen, die 1 tot 20 minuten in beslag namen. Het vaartuig richtte zich tot op enkele graden nauwkeurig op het te onderzoeken gebied. Daarop zocht de bemanning twee referentiesterren, waarna Orion 2 automatisch de fijnafstemming uitvoerde met behulp van dertien motoren. Een der kosmonauten richtte de Sojoez, de andere bediende de telescoop. Op de Orion 2 zat een instrument dat tijdens de 65e omwenteling van de Zon afkomstige röntgenstraling waarnam, met een blikveld van 70°. Gelijktijdig werden waarnemingen van de Aarde verricht om deze met elkaar te vergelijken.
Tijdens de vlucht maakten Klimoek en Lebedev 10.000 spectrogrammen. Ze bekeken meer dan 3000 sterren (in de sterrenbeelden Stier, Orion, Tweelingen, Voerman en Perseus) tussen 2000 en 3000 Å, omdat de dampkring alles beneden 3000 Å tegenhoudt. De gemiddelde lichtsterkte van de sterren was van de 10e magnitude, met uitschieters tot de 12e magnitude (hoe hoger het cijfer, des te zwakker het licht van die ster). NASA leverde de speciale gevoelige film. IC2149 in Voerman leverde het eerste spectrogram van een planetaire nevel. Deze toonde voor de eerste maal de aanwezigheid van aluminium en titanium aan.
Voor het opsporen van natuurlijke hulpbronnen werden natuurlijke formaties op zowel aardoppervlak als in de dampkring bekeken. Voor opsporing van natuurlijke hulpbronnen beschikten Klimoek en Lebedev over een camera uitgerust met negen lenzen. Die stelde drie aparte stukjes films bloot aan diverse gelijktijdig in kaart gebrachte gebieden. Twee daarvan gaven opnamen in zichtbaar licht, de derde gaf infraroodbeelden. Bovendien beschikte iedere lens over kleurenfilters, zodat men vele spectra van een gebied kon bekijken. Dit was belangrijk voor toekomstige vluchten om een juiste keuze te kunnen maken uit de beschikbare apparatuur. Dit voorkomt onnodige verspilling van schaarse vrachtruimte en laadvermogen.

### Prijs per kg nuttige lading
De nuttige lading aan boord van een ruimtevaartuig is relatief gering. Wetenschappers krijgen slechts een zeer beperkt volume en gewicht toegewezen. Ook de keuze voor een bepaald type draagraket oefent veel invloed uit. Zo rekende tussen 1990 en 2000 de Space Shuttle 10.416 dollar per kg nuttige lading in een lage baan, een hoge baan kostte 50.847 dollar. Dit was bijna het dubbele van wat een Sojoez-raket in rekening bracht, met respectievelijk 5357 en 27.778 dollar per kg. De Ariane 5 vermeldde 9167 en 24.264 dollar op de nota. Het goedkoopst was men uit met de Proton, die 4302 en 18.359 dollar per kg noteerde.